# Pluto, chien de berger
Pour plus de détails, voir Fiche technique et Distribution.
Pluto, chien de berger (Sheep Dog) est un court-métrage d'animation américain des studios Disney avec Pluto, sorti le 4 novembre 1949.

## Synopsis
Pluto est chien de berger. Un coyote et son fils tentent de manger l'un des moutons...

## Fiche technique
- Titre original : Sheep Dog
- Titre français : Pluto, chien de berger
- Série : Pluto
- Réalisation : Charles A. Nichols
- Scénario : Eric Gurney, Milt Schaffer
- Animation : Phil Duncan, Hugh Fraser, George Kreisl, George Rowley
- Décors : Brice Mack
- Layout : Karl Karpé
- Musique : Oliver Wallace
- Production : Walt Disney
- Société de production : Walt Disney Productions
- Société de distribution : RKO Radio Pictures
- Format : Couleur (Technicolor) - 1,37:1 - Son mono (RCA Sound System)
- Durée : 7 min
- Langue :  Anglais
- Pays de production:  États-Unis
- Date de sortie :
  - États-Unis : 4 novembre 1949[1]

## Voix originales
- Pinto Colvig : Pluto

## Commentaires
- La situation et les personnages rappellent un précédent court-métrage de Pluto : La Légende du rocher coyote (1945).
- Le coyote se nomme Bent-Tail[2] et son fils, dont c'est la première apparition, Bent-Tail Jr. Ils apparaîtront à nouveau dans deux dessins animés de 1950 : Pluto, chien de garde et Pests of the West.
- Le petit mouton noir, nommé Blackie, rappelle celui du long-métrage  Danny, le petit mouton noir (1948).

## Titre en différentes langues
- Allemagne : Der Schäferhund
- Suède : Pluto vaktar får

Source : IMDb